# Robert Siller
Robert Siller (* 1881; † nach 1942) war ein deutscher Reichsgerichtsrat.

## Leben
Er wurde promoviert. Während seines Studiums wurde er Mitglied der AMV Makaria Bonn. Am Ersten Weltkrieg nahm er als Leutnant der Reserve teil und wurde mit dem Eisernen Kreuz II. Klasse ausgezeichnet. In der Weimarer Republik war er Oberlandesgerichtsrat beim Oberlandesgericht Köln. Nach der Machtergreifung der Nationalsozialisten trat er 1933 der NSDAP bei. Im Mai 1935 kam er als Hilfsrichter an das Reichsgericht. 1936 wurde er Reichsgerichtsrat. Er war im  I. Zivilsenat tätig. 1942 trat er krankheitsbedingt in den Ruhestand.

## Schriften
- „Das kaufmännische Bestätigungsschreiben“, JR 1927, Sp. 289ff.
- „Die Konversion (§ 140 BGB)“, AcP, Band 138 (1934), S. 144ff.(online)